# Tauron Liga
Tauron Liga (wcześniej Liga Siatkówki Kobiet, PlusLiga Kobiet oraz Orlen Liga) – najwyższa w hierarchii klasa żeńskich ligowych rozgrywek siatkarskich w Polsce, będąca jednocześnie najwyższym szczeblem centralnym (I poziom ligowy). Zmagania w jej ramach toczą się cyklicznie (co sezon), systemem kołowym z fazą play-off na zakończenie każdego z sezonów i przeznaczone są dla najlepszych polskich klubów piłki siatkowej, a triumfatorki zostają Mistrzyniami Polski. Czołowe zespoły klasyfikacji końcowej każdego sezonu uzyskują prawo występów w europejskich pucharach w sezonie następnym (Lidze Mistrzyń, Pucharze CEV, Pucharze Challenge). Organizatorem i organem prowadzącym rozgrywki jest Polska Liga Siatkówki (PLS SA).
Od sezonu 2012/2013 każdy klub, by otrzymać licencję na grę w lidze zawodowej, musi zostać przekształcony w spółkę akcyjną i jednocześnie stać się akcjonariuszem Polskiej Ligi Siatkówki SA.
Do sezonu 2013/2014 była tzw. "ligą otwartą", gdyż obowiązywała w niej zasada spadku (do I ligi). Od sezonu 2014/2015 była "ligą zamkniętą", bowiem licencja na grę w jej ramach związana jest wyłącznie z kwestiami organizacyjno-finansowymi, a nie sportowymi. Od sezonu 2017/2018 znów jest ligą otwartą.
Od sezonu 2020/2021 sponsorem tytularnym rozgrywek jest Tauron Polska Energia SA.

## Historia
Idea utworzenia zawodowej ligi piłki siatkowej kobiet w Polsce pojawiła się pod koniec lat 90. XX wieku, równocześnie z koncepcją powołania męskiego odpowiednika. Ostatecznie, z przyczyn organizacyjno-finansowych udało się to tylko w drugim wypadku i na profesjonalizację rozgrywek ligowych siatkarki - jak się później okazało - musiały poczekać aż 5 lat. Narodziny żeńskiej ligi zawodowej zbiegły się jednak w czasie z ogromnym boomem na kobiecą siatkówkę nad Wisłą. W 2003 r. reprezentantki Polski, pod wodzą Andrzeja Niemczyka, wywalczyły bowiem - pierwszy raz w historii - złoty medal Mistrzostw Europy, a dwa lata później powtórzyły ten wyczyn. Dodatkowo, w połowie pierwszego dziesięciolecia XXI wieku coraz lepiej wyglądała sytuacja finansowo-organizacyjna męskiej ligi zawodowej (Polskiej Ligi Siatkówki) i planowano, by liga kobieca podążała jej szlakiem.
Koncepcję sfinalizowano 17 sierpnia 2005 w Warszawie, gdy 10 klubów ekstraklasy sezonu 2005/2006 podpisało z Profesjonalną Ligą Piłki Siatkowej SA (PLPS SA) umowę na utworzenie Ligi Siatkówki Kobiet (LSK) i zarządzanie jej rozgrywkami. W związku z tym, począwszy od sezonu 2005/2006 organizatorem zmagań o tytuł Mistrzyń Polski jest PLS SA (dawniej pod nazwą PLPS SA), a nie Polski Związek Piłki Siatkowej. Transmisje spotkań przeprowadzała TVP 3. Swój faktyczny żywot LSK rozpoczęła podczas oficjalnej inauguracji premierowej edycji – 22 października 2005 w Poznaniu, meczem pierwszej kolejki sezonu 2005/2006, pomiędzy tamtejszym AZS AWF i Gwardią Wrocław, wygranym przez gospodynie 3:0 (25:21, 25:22, 25:22).
W latach 2008–2012 w wyniku porozumienia z Polkomtel SA rozgrywki przyjęły nazwę PlusLigi Kobiet. Od 2012 r. do 2017 r. ekstraklasa siatkarek nosiła nazwę sponsora tytularnego – Orlen Liga. W latach 2017–2020 przywrócono pierwotną nazwę – Liga Siatkówki Kobiet.

## Medalistki
| Sezon  | Sezon     | Mistrz                             | Wicemistrz                         | III miejsce                        |
| ------ | --------- | ---------------------------------- | ---------------------------------- | ---------------------------------- |
| I.     | 2005/2006 | Muszynianka Fakro Muszyna          | PTPS Nafta-Gaz Piła                | Grześki Goplana Kalisz             |
| II.    | 2006/2007 | Winiary Bakalland Kalisz           | PTPS Farmutil Piła                 | BKS Aluprof Bielsko-Biała          |
| III.   | 2007/2008 | Muszynianka Fakro Muszyna          | PTPS Farmutil Piła                 | Winiary Kalisz                     |
| IV.    | 2008/2009 | Muszynianka Fakro Muszyna          | BKS Aluprof Bielsko-Biała          | PTPS Farmutil Piła                 |
| V.     | 2009/2010 | BKS Aluprof Bielsko-Biała          | Bank BPS Muszynianka Fakro Muszyna | Enion Energia MKS Dąbrowa Górnicza |
| VI.    | 2010/2011 | Bank BPS Muszynianka Fakro Muszyna | Atom Trefl Sopot                   | BKS Aluprof Bielsko-Biała          |
| VII.   | 2011/2012 | Atom Trefl Sopot                   | Bank BPS Muszynianka Fakro Muszyna | Tauron MKS Dąbrowa Górnicza        |
| VIII.  | 2012/2013 | Atom Trefl Sopot                   | Tauron MKS Dąbrowa Górnicza        | Bank BPS Muszynianka Fakro Muszyna |
| IX.    | 2013/2014 | Chemik Police                      | Impel Wrocław                      | Atom Trefl Sopot                   |
| X.     | 2014/2015 | Chemik Police                      | Atom Trefl Sopot                   | Polski Cukier Muszynianka Muszyna  |
| XI.    | 2015/2016 | Chemik Police                      | Atom Trefl Sopot                   | Impel Wrocław                      |
| XII.   | 2016/2017 | Chemik Police                      | Grot Budowlani Łódź                | DevelopRes SkyRes Rzeszów          |
| XIII.  | 2017/2018 | Chemik Police                      | ŁKS Commercecon Łódź               | Grot Budowlani Łódź                |
| XIV.   | 2018/2019 | ŁKS Commercecon Łódź               | Grot Budowlani Łódź                | DevelopRes SkyRes Rzeszów          |
| XV.    | 2019/2020 | Grupa Azoty Chemik Police          | DevelopRes SkyRes Rzeszów          | ŁKS Commercecon Łódź               |
| XVI.   | 2020/2021 | Grupa Azoty Chemik Police          | DevelopRes SkyRes Rzeszów          | ŁKS Commercecon Łódź               |
| XVI.   | 2021/2022 | Grupa Azoty Chemik Police          | Developres Bella Dolina Rzeszów    | ŁKS Commercecon Łódź               |
| XVII.  | 2022/2023 | ŁKS Commercecon Łódź               | Developres Bella Dolina Rzeszów    | Grot Budowlani Łódź                |
| XVIII. | 2023/2024 | Grupa Azoty Chemik Police          | PGE Rysice Rzeszów                 | BKS BOSTIK ZGO Bielsko-Biała       |
| XIX    | 2024/2025 | KS DevelopRes Rzeszów              | ŁKS Commercecon Łódź               | Grot Budowlani Łódź                |

## Bilans klubów

### Klasyfikacja medalowa
| Msc | Klub                   | złoto | srebro | brąz | Razem |
| --- | ---------------------- | ----- | ------ | ---- | ----- |
| 1.  | Chemik Police          | 9     | -      | -    | 9     |
| 2.  | Energa MKS Kalisz      | 4     | 3      | 4    | 11    |
| 3.  | Muszynianka Muszyna    | 4     | 2      | 2    | 8     |
| 4.  | Atom Trefl Sopot       | 2     | 3      | 1    | 6     |
| 5.  | ŁKS Łódź               | 2     | 2      | 3    | 7     |
| 6.  | BKS Stal Bielsko-Biała | 1     | 1      | 3    | 5     |
| 7.  | KS Developres Rzeszów  | 1     | 5      | 2    | 8     |
| 8.  | PTPS Piła              | -     | 3      | 1    | 4     |
| 9.  | Budowlani Łódź         | -     | 2      | 3    | 5     |
| 10. | MKS Dąbrowa Górnicza   | -     | 1      | 2    | 3     |
| 11. | Volleyball Wrocław     | -     | 1      | 1    | 2     |

### Liczba sezonów w PLSK
| Łączna liczba sezonów | Nazwa klubu                      | Okres(y) gry w lidze   |
| --------------------- | -------------------------------- | ---------------------- |
| 15                    | KS Pałac Bydgoszcz               | 2005-2023 =            |
| 15                    | BKS Stal Bielsko-Biała           | 2005-2023 =            |
| 14                    | Gwardia Wrocław                  | 2005-2007, 2008-2023 = |
| 13                    | MKS Muszynianka Muszyna          | 2005-2018              |
| 13                    | PTPS Piła                        | 2005-2010, 2011-2019   |
| 11                    | MKS Dąbrowa Górnicza             | 2007-2018              |
| 10                    | Budowlani Łódź                   | 2009-2023 =            |
| 8                     | LTS Legionovia Legionowo         | 2012-2023 =            |
| 7                     | ŁKS Commercecon Łódź             | 2016-2023 =            |
| 7                     | KPSK Stal Mielec                 | 2005-2012              |
| 7                     | AZS Białystok                    | 2006-2013              |
| 7                     | Atom Trefl Sopot                 | 2010-2017              |
| 7                     | KPS Chemik Police                | 2013-2023 =            |
| 6                     | KS DevelopRes Rzeszów            | 2014-2023 =            |
| 5                     | AZS KSZO Ostrowiec Świętokrzyski | 2014-2019              |
| 5                     | SSK Calisia Kalisz               | 2005-2009, 2018-2023 = |
| 4                     | Gedania Gdańsk                   | 2006-2010              |
| 3                     | AZS AWF Poznań                   | 2005-2008              |
| 2                     | Budowlani Toruń                  | 2016-2018              |
| 2                     | E.Leclerc Radomka Radom          | 2018-2023 =            |
| 1                     | Dalin Myślenice                  | 2005/2006              |
| 1                     | Trefl Proxima Kraków             | 2017/2018              |
| 1                     | Piast Szczecin                   | 2005/2006              |
| 1                     | TPS Rumia                        | 2010/2011              |